# هيساو شيراي
هيساو شيراي (باليابانية: 白井 久男) مصور سينمائي ياباني ولد يوم 12 ديسمبر 1946 في محافظة سايتاما.

## أعماله

### أفلام
- جاري توتورو (1988)
- مطر الذكريات (1991)
- أسطورة أرسلان (1992)
- غوست إن ذا شيل (1995)
- إيفانجيليون: الموت والبعث (1997)
- نهاية إيفانجيليون (1997)
- الكمال الأزرق (1998)
- نيون جينيسيس إيفانجيليون (1998)
- كارد كابتور ساكورا (1999)
- كارد كابتور ساكورا (2000)
- ممثلة الألفية (2002)

### مسلسلات
- إيكوسان (1975)
- السيارة الخارقة هيابوزا (1976)
- كوكي العجيب (1977)
- الجائزة الكبرى (1977)
- مغامرات سبانك (1981)
- الشجعان الثلاثة (1983)
- شرلوك هولمز (1984)
- أرنوبة ودبدوب (1986)
- مغامرات بسيط (1987)
- ألفرد كواك (1989)
- الليث الأبيض (1989)
- وادي الأمان (1990)
- الرمية الملتهبة (1991)
- روكي راكات (1993)
- الأشاوس (1997)
- كارد كابتور ساكورا (1998)
- هاجيمي نو إيبو (2000)
- إلفن ليد (2004)

## روابط خارجية
- هيساو شيراي على موقع IMDb (الإنجليزية)
- هيساو شيراي على موقع قاعدة بيانات الفيلم (الإنجليزية)
- هيساو شيراي على موقع ANN person (الإنجليزية)